# Rophites hartmanni
Rophites hartmanni – gatunek błonkówki z rodziny smuklikowatych i podrodziny wigorczykowatych.
Gatunek ten został opisany w 1902 roku przez Heinricha Friesego.
Samice tej pszczoły osiągają od 7 do 8, a samce od 8 do 9 mm długości ciała. Owłosieniem jej tarczki i tarczy złożone jest przeważnie z krótkich i grubych włosków. Samice cechują się obecnością na czole po trzech dużych kolców nad każdą panewką czułkową. Samce charakteryzują się odnóżami tylnymi o członie nasadowym stopy tak szerokim jak drugi i trzeci, piątym sternitem zaopatrzonym pośrodku w wydłużony i owłosiony wyrostek nie dochodzący do jego tylnej krawędzi, a szóstym sternitem wyposażonym w zęby boczne nie dłuższe od nóżki czułka i bardzo gęste, sterczące, skierowane na boki włoski na położonych w ⅓ długości sternitu wypukłościach bocznych.
Owad znany z Niemiec, Austrii, Polski, Czech, Słowacji, Węgier, Ukrainy, Rosji, Turcji i Izraela. Występuje w jednym, letnim pokoleniu. Gatunek oligolektyczny, związany z jasnotowatymi. Gniazda buduje pod ziemią. 
W 2002 umieszczony został na Czerwonej liście zwierząt ginących i zagrożonych w Polsce jako gatunek o słabo rozpoznanym statusie.